# Istaevonok
Az istaevonok a germán törzsek egy nagyobb csoportja Tacitusnál és idősebb Pliniusnál. A név nagyjából a későbbi frankok összességét jelölhette. Nevük egy Istwaz nevű közös ős utódait jelenthette, más kutatók szerint az alapszó Istwi (igaz), és Wotan isten mellékneve volt.